# Biserica de lemn din Ceauru

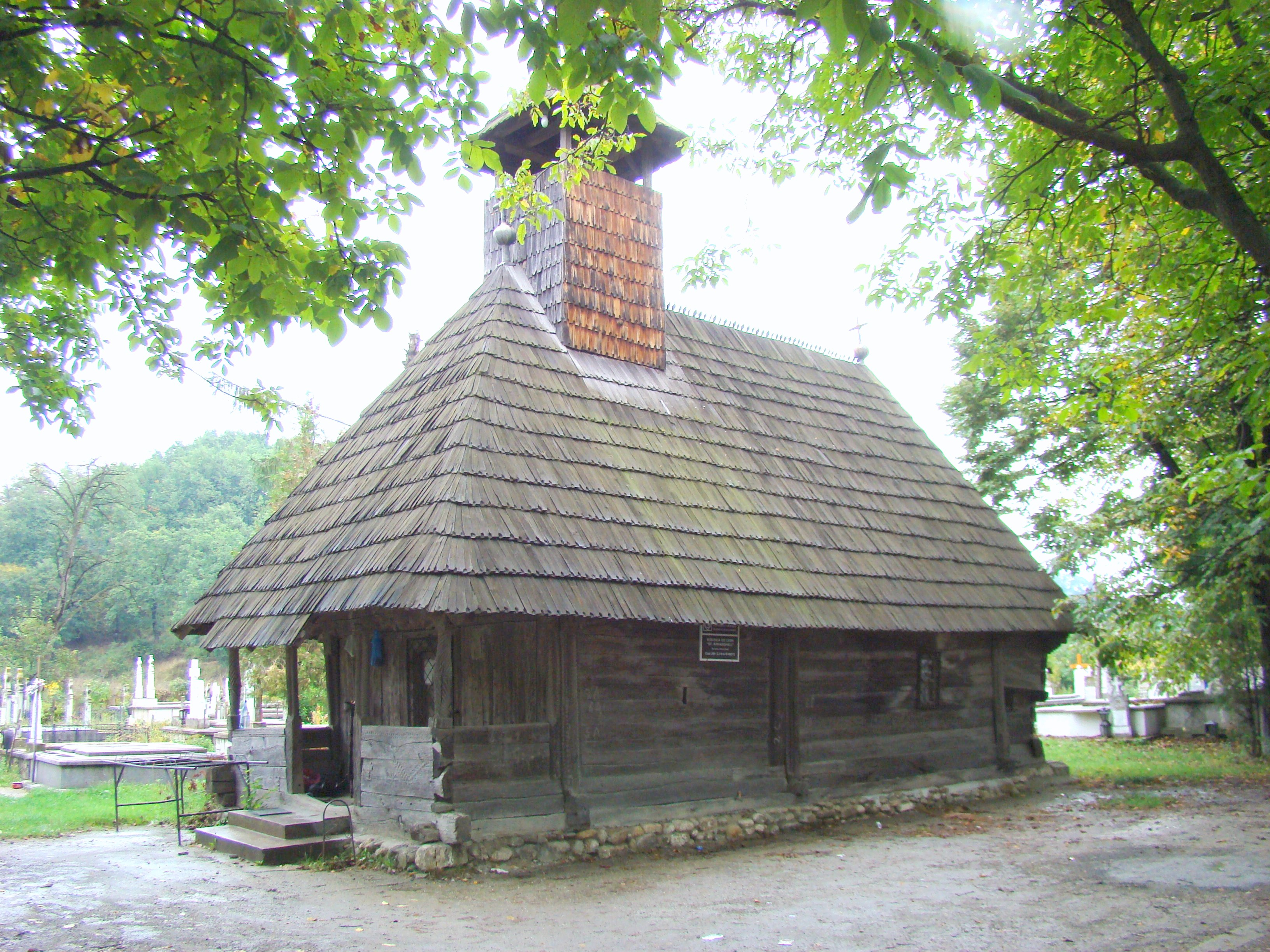
Biserica de lemn „Sfinţii Arhangheli” din Ceauru, comuna Bălești, județul Gorj, foto: septembrie 2009.

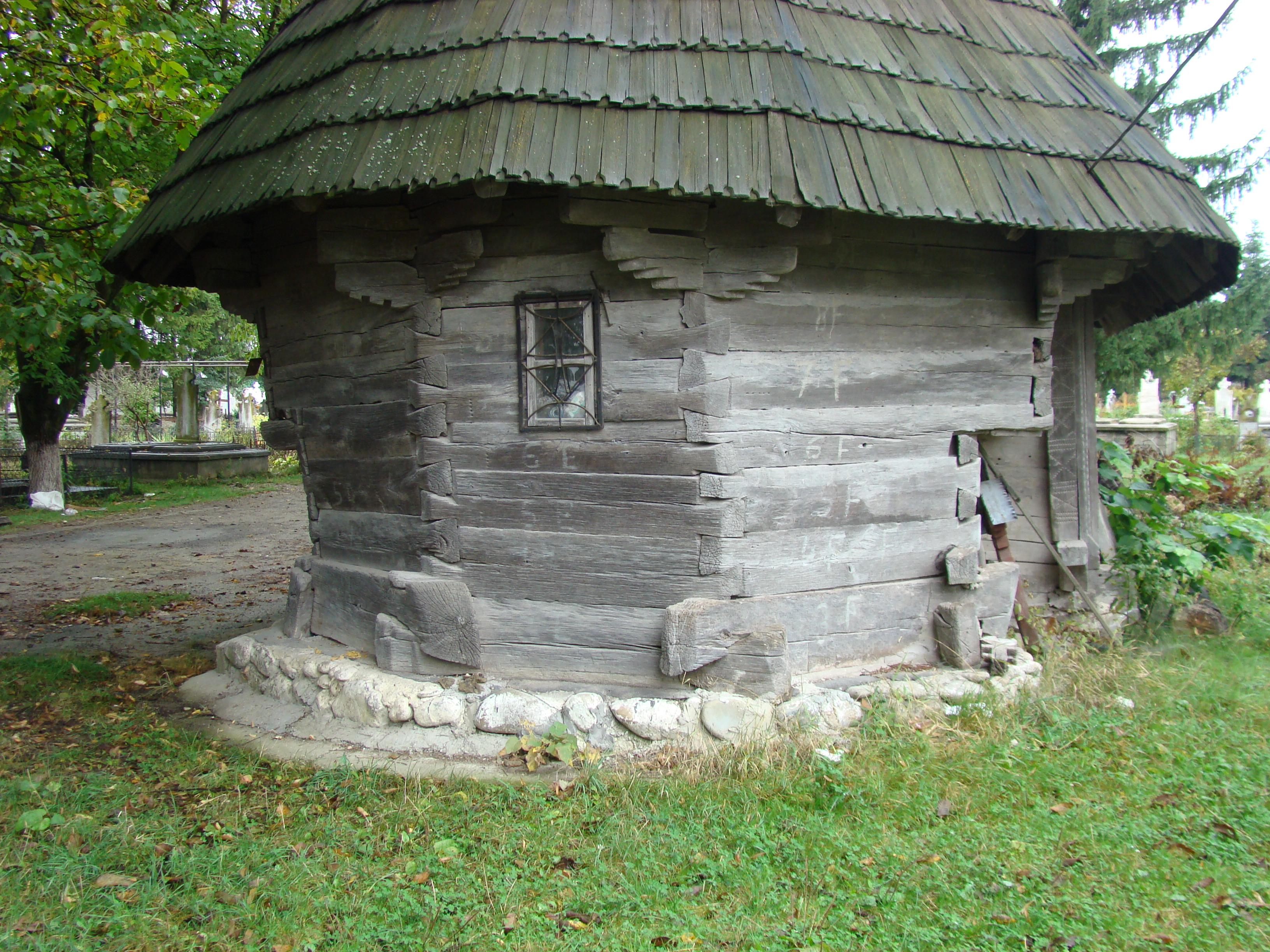
Absida altarului

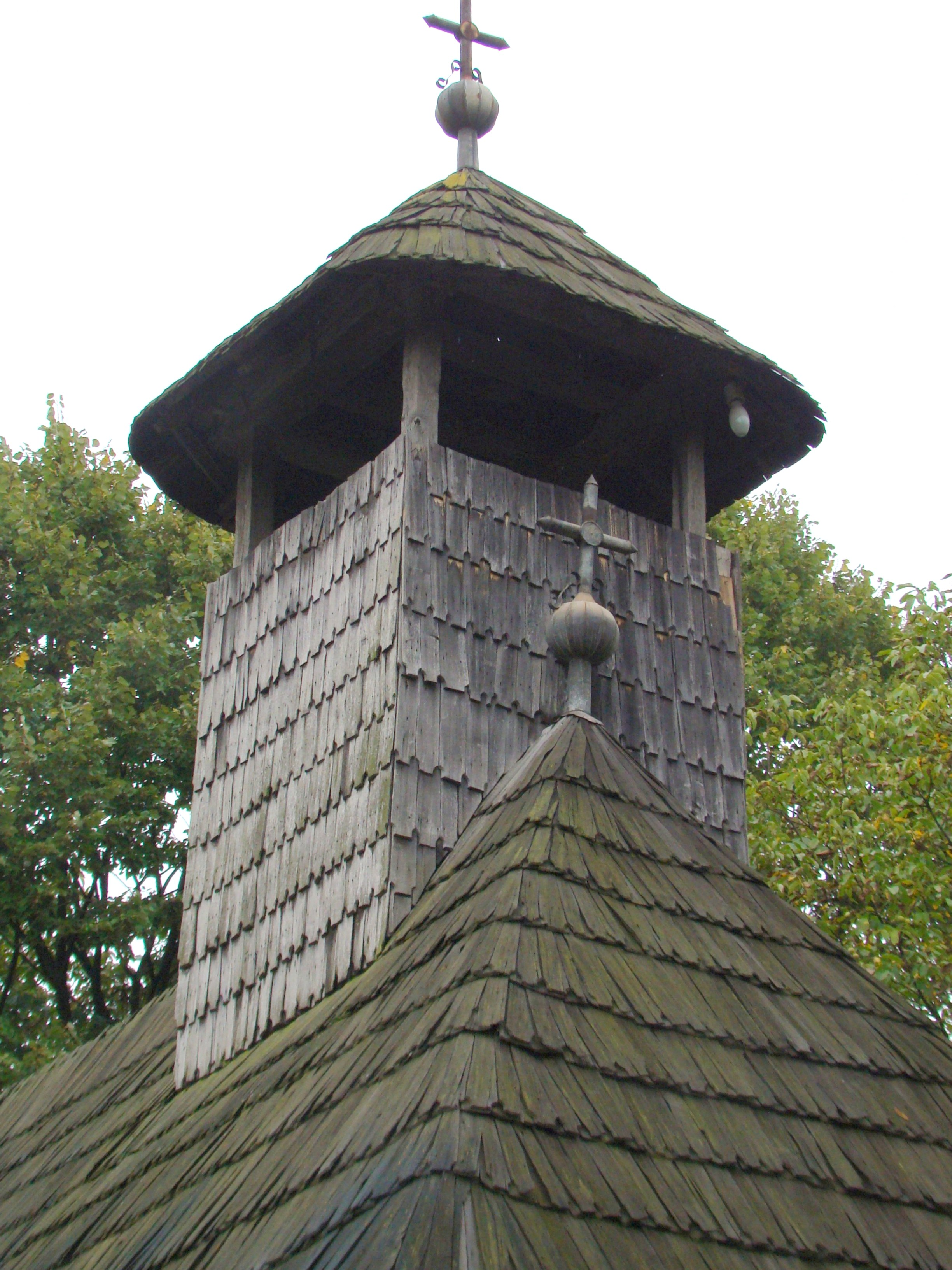
Clopotnița

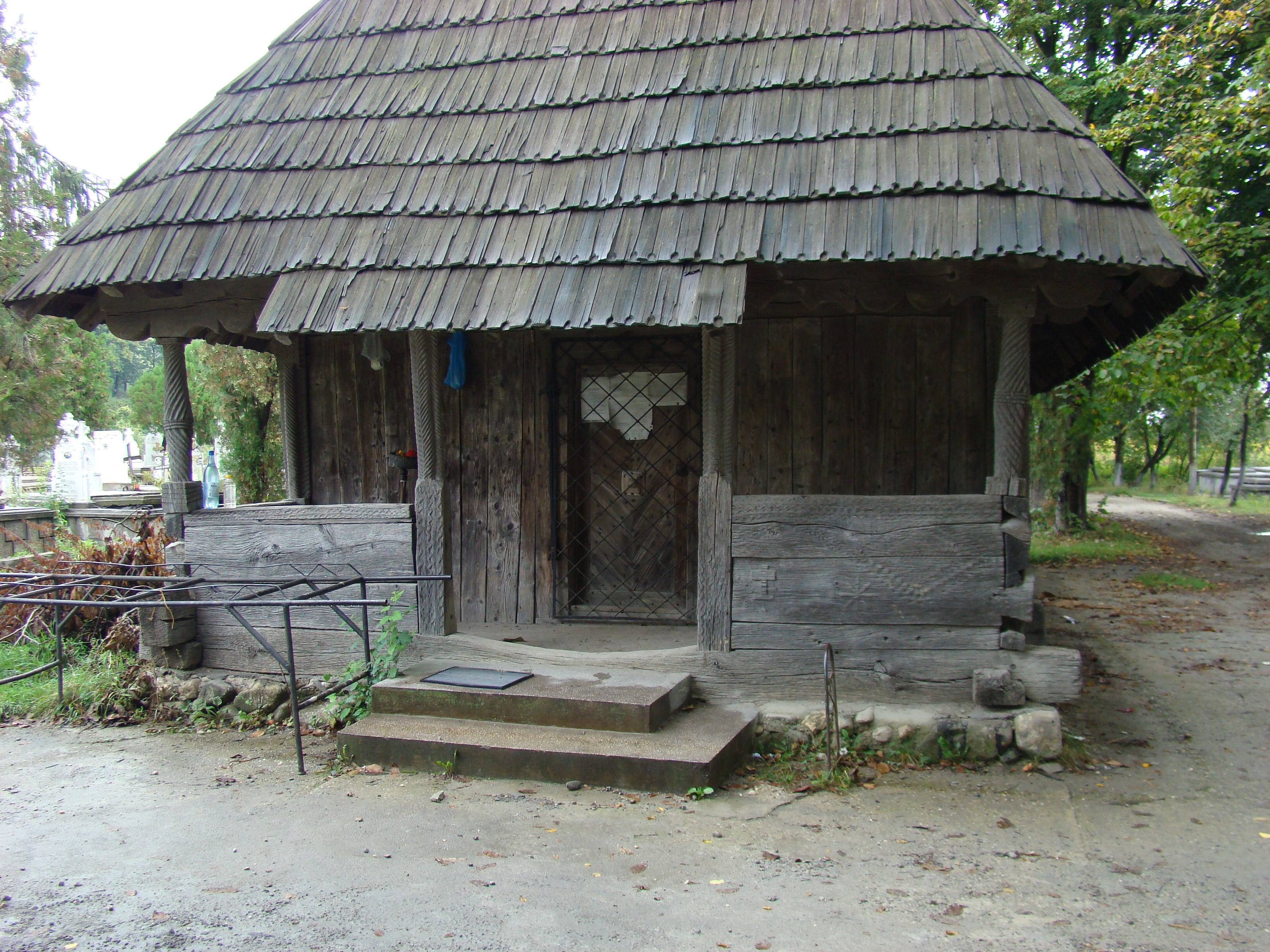
Prispa

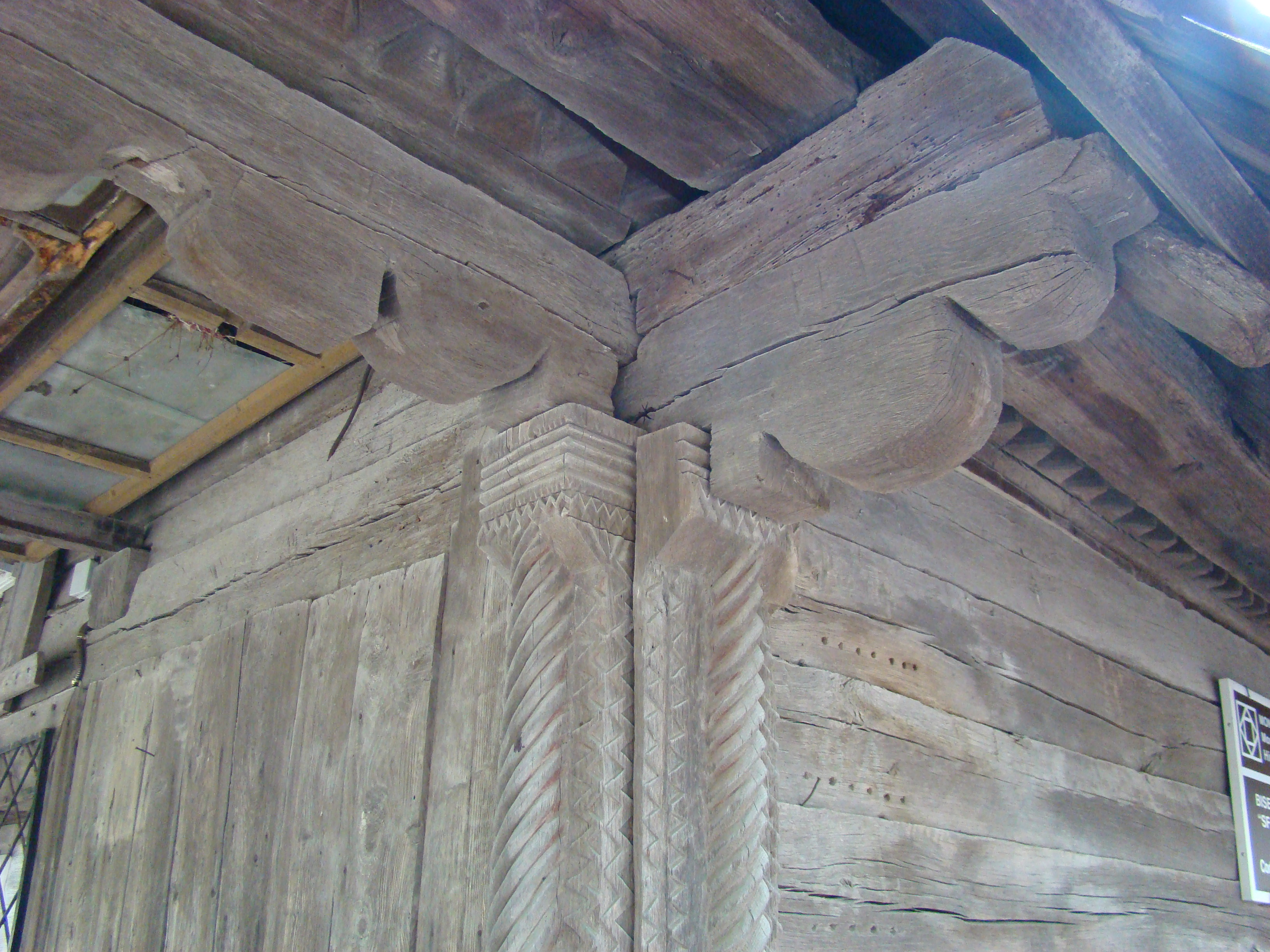
Console

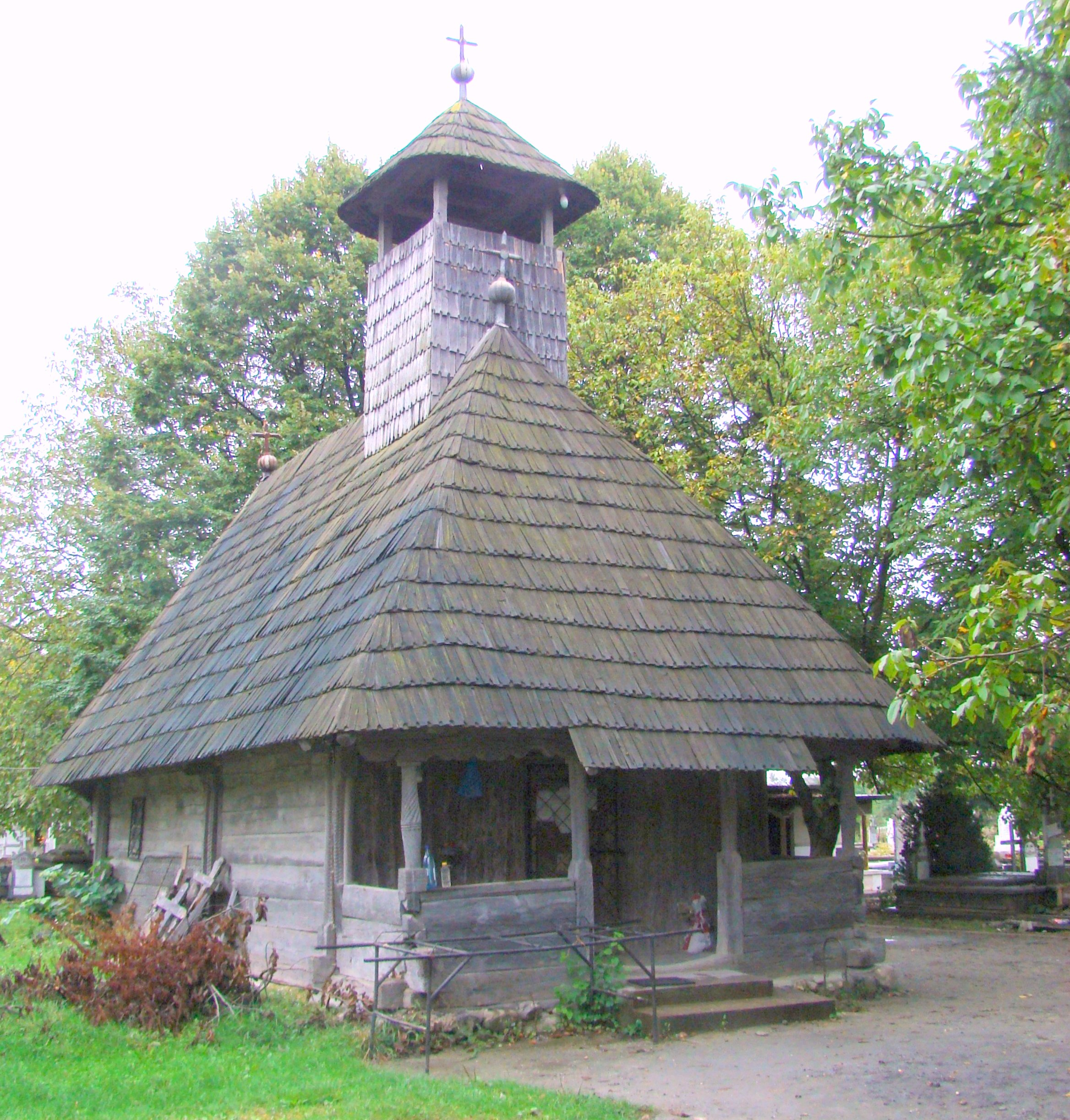
Biserica (nord-vest)

Biserica de lemn din Ceauru, comuna Bălești, județul Gorj, a fost construită în jur de 1672 . Are hramul „Sfinții Arhangheli”. Biserica se află pe noua listă a monumentelor istorice sub codul LMI:  GJ-II-m-B-09273.

## Istoric și trăsături
Satul Ceauru a avut biserica sa de lemn care s-a ruinat după ridicarea, în 1920, a celei de zid. Actuala biserică de lemn a fost adusă din Bălești unde, neglijată, ajunsese în pragul dispariției. Prin strămutarea în Ceauru și restaurarea ei științifică a fost salvat unul dintre monumentele reprezentative pentru arhitectura de lemn din Oltenia.
Pisania de zămislire arăta că „...s-au îndemnat și s-au nevoit și s-au trudit de au făcut această sfântă și Dumnezeească biserică ot Bălești, budet vecinăi im vă veachi vă dni Io Șerban Voievod meseța oct 2, văleat 7188, iz pisah az mnogo greșnih Nicola zugrav ot Urez”.
Pe parcursul timpului lăcașul de cult a fost de mai multe ori reparat și împodobit. O astfel de renovare a avut loc în anul 1736, cunoscută datorită însemnării de pe icoana reprezentându-l pe Apostolul Toma: „aceste icoane s-au făcut la biserica de la Bălești, le-au făcut Ștefan zugravu ot Salcia de Pădure sud Mehedinți la leatu 1736 de la Hs. Stefan diacon zugrav. Alte reparații au avut loc în anul 1780.
Pereții înscriu o navă dreptunghiulară, cu diferențe de decroș la absida altarului, mai mare în registrul inferior, mai mică în cel de sus, pentru obținerea proscomidiei și diaconiconului.
Acoperirea interioară cuprinde o boltă comună peste navă, iar la altar boltă semicilindrică și trei fâșii curbe, marcate de nervuri.
Consolele, cornișa streașinii, undrelele și elementele prispei sunt bogat împodobite cu decor sculptat.

## Imagini din exterior

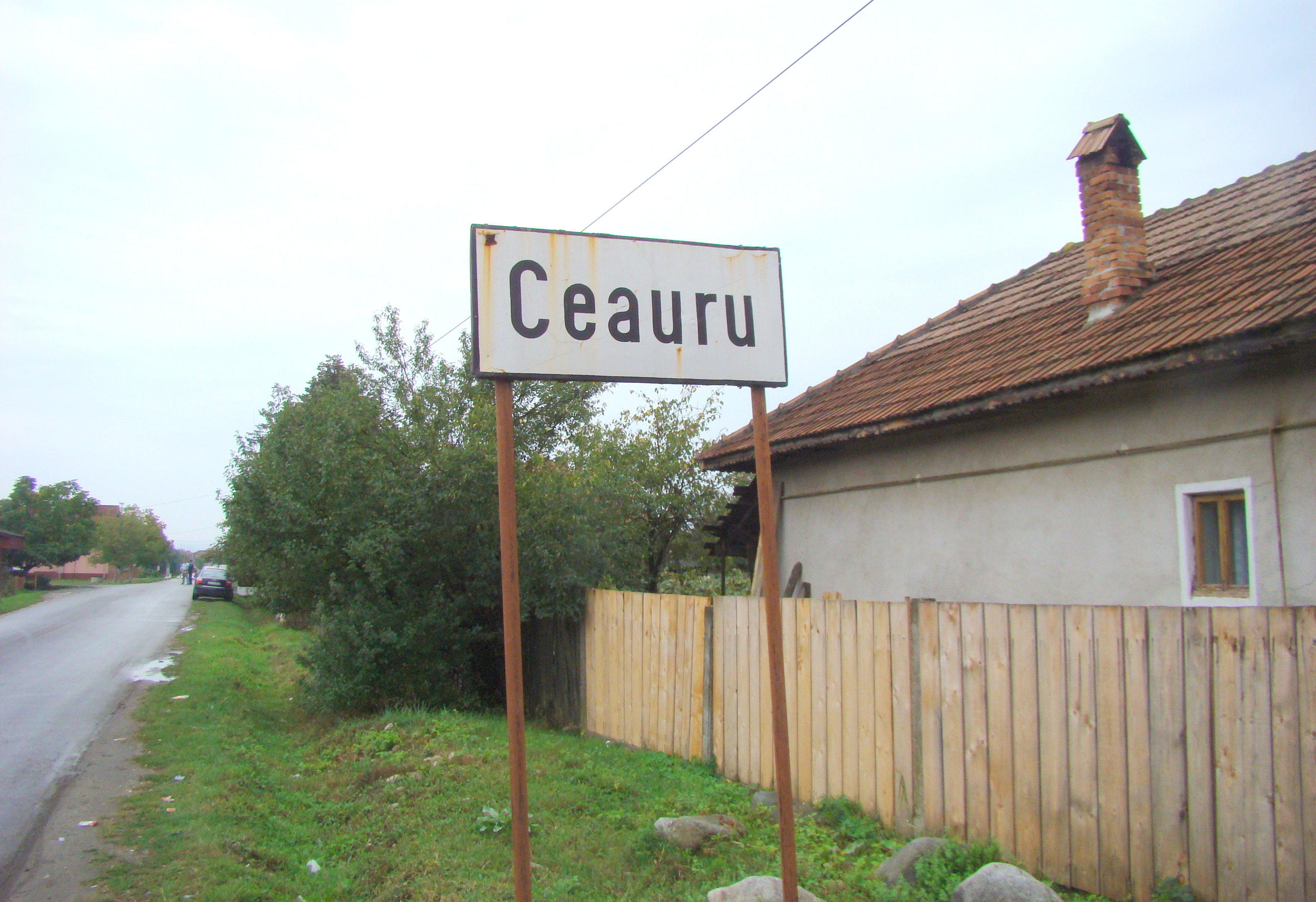
Intrarea în localitate
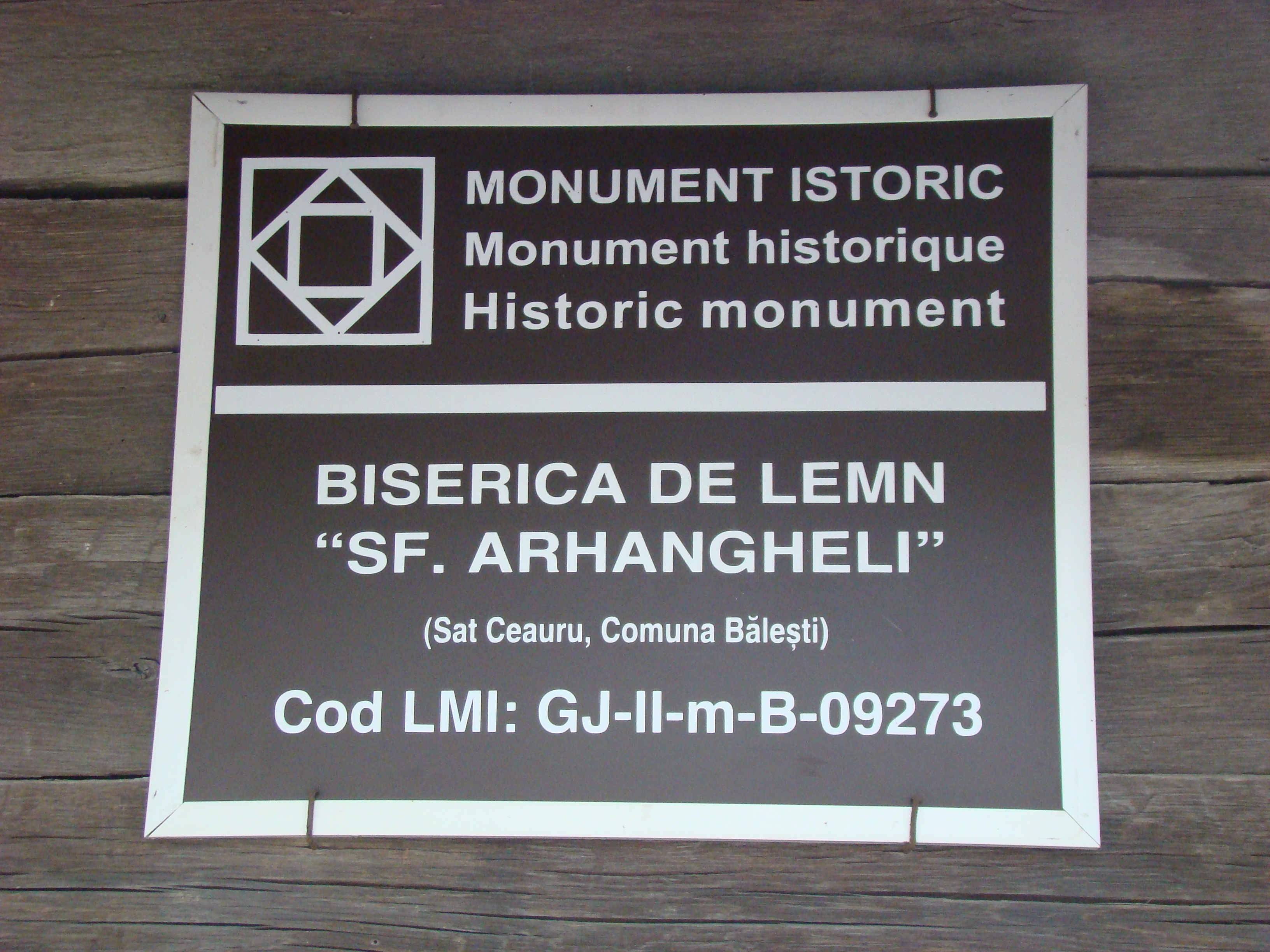
Tablă de monument
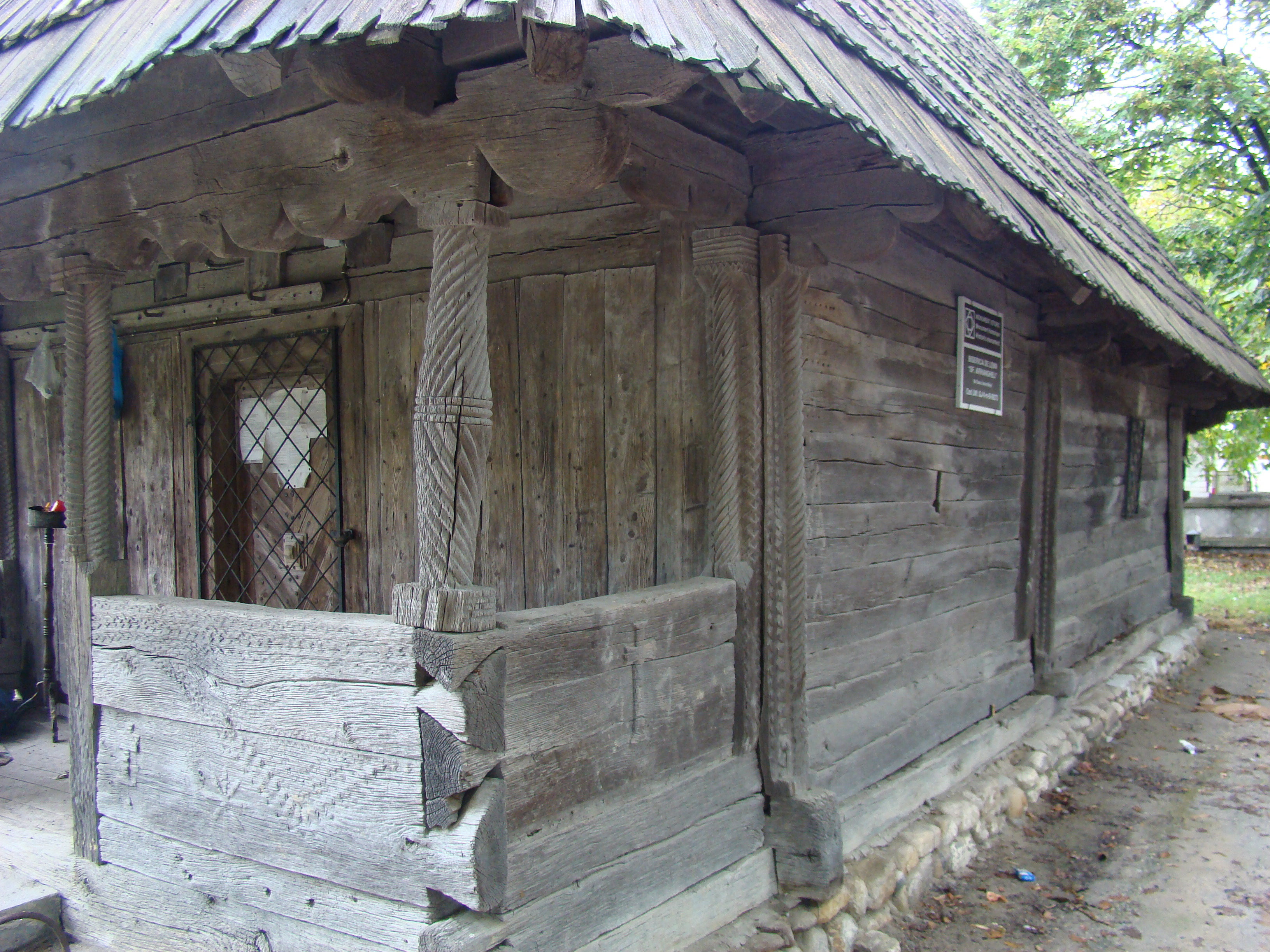
Latura de sud
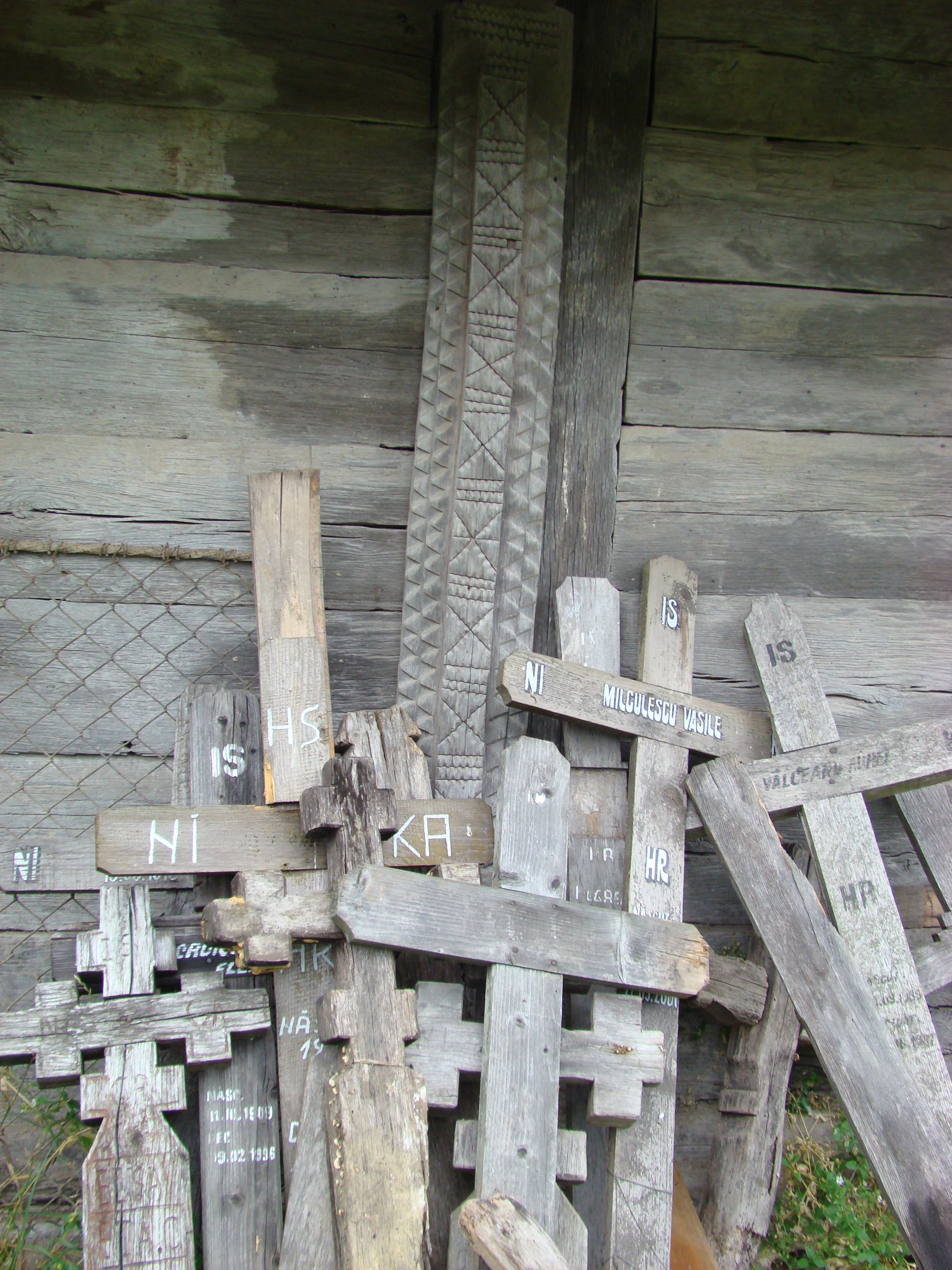
Cruci la peretele nordic al bisericii
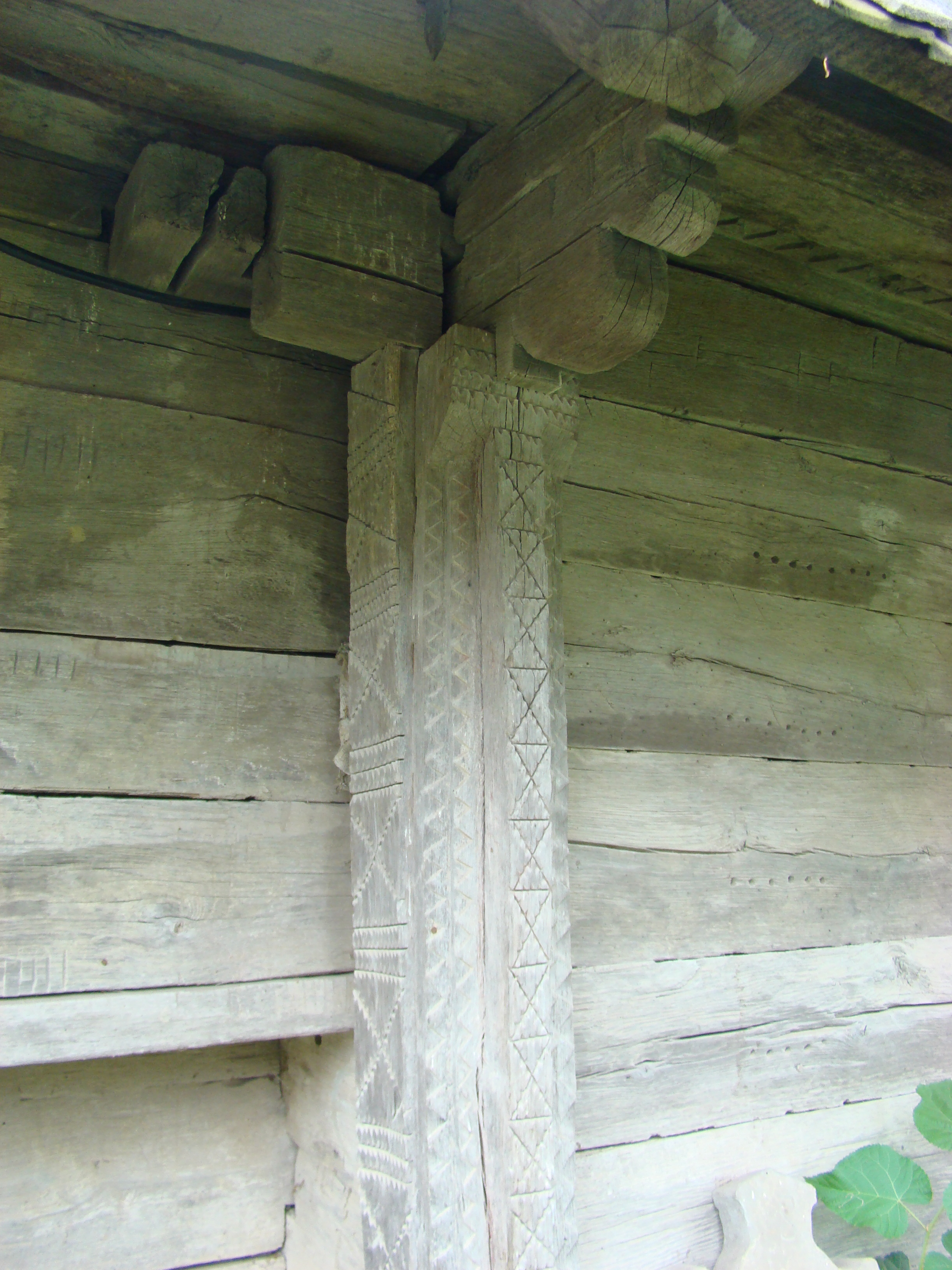
Consolă sub streaşină
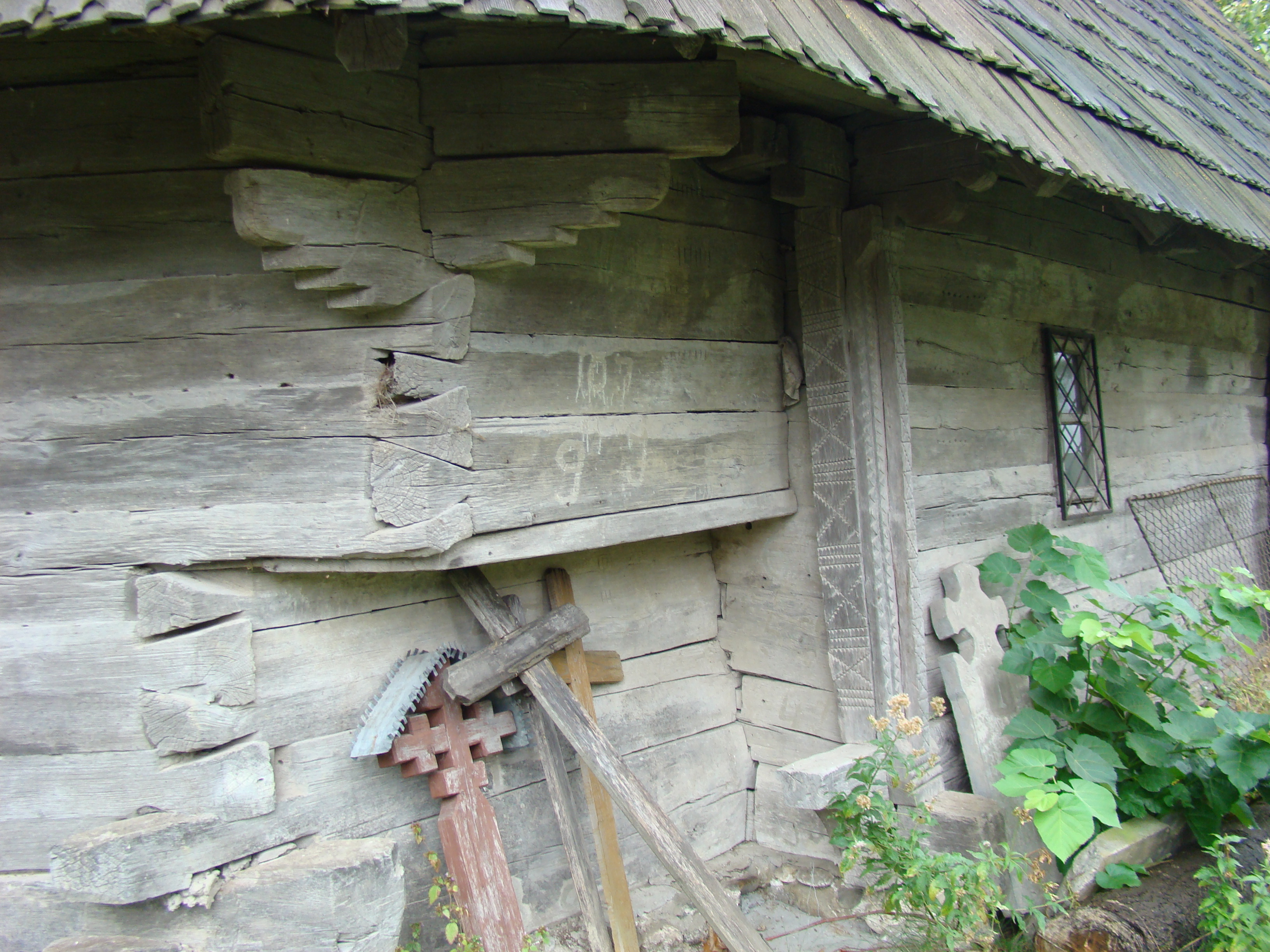
Altar (latura de nord)
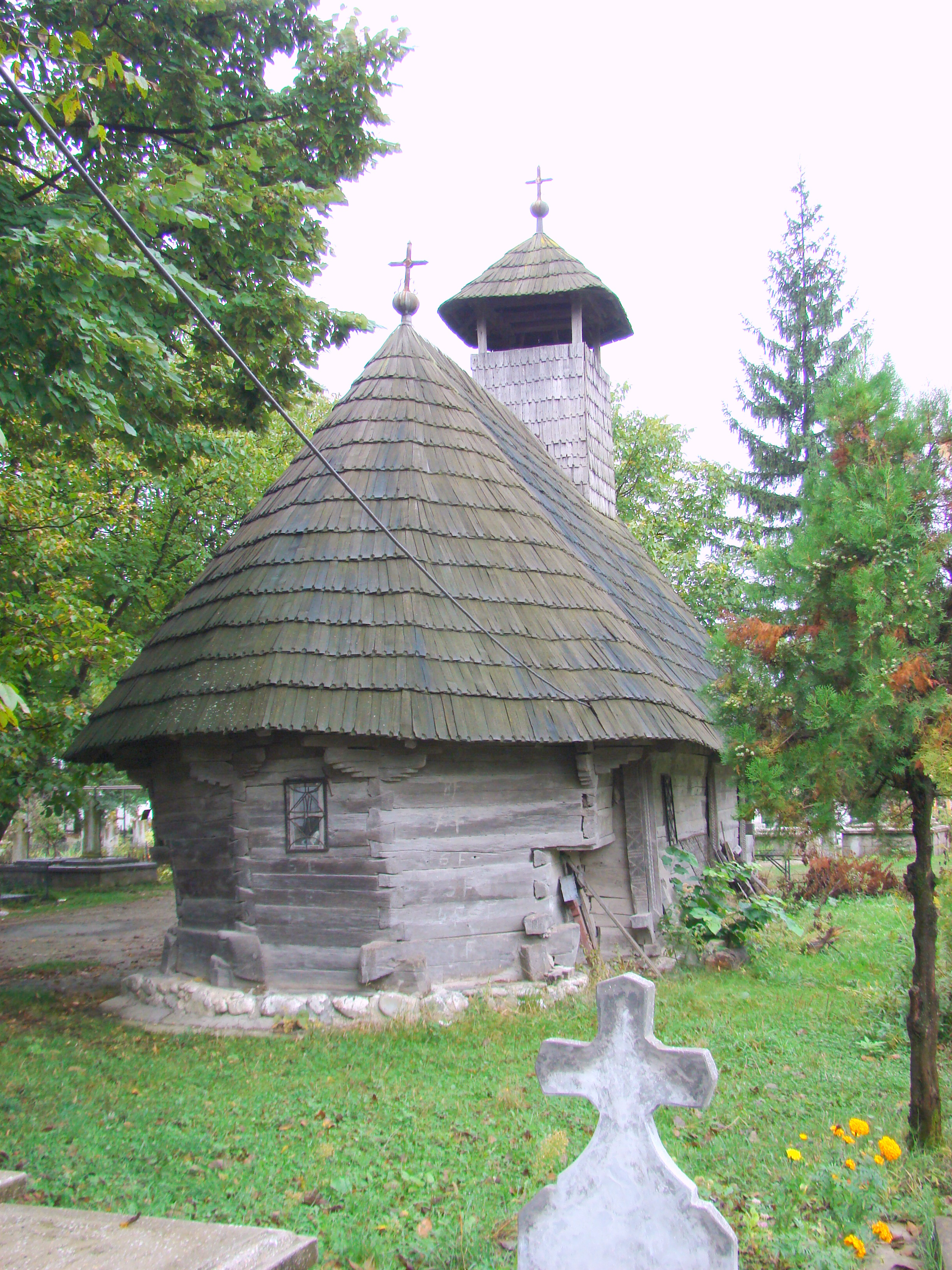
Biserica (est)
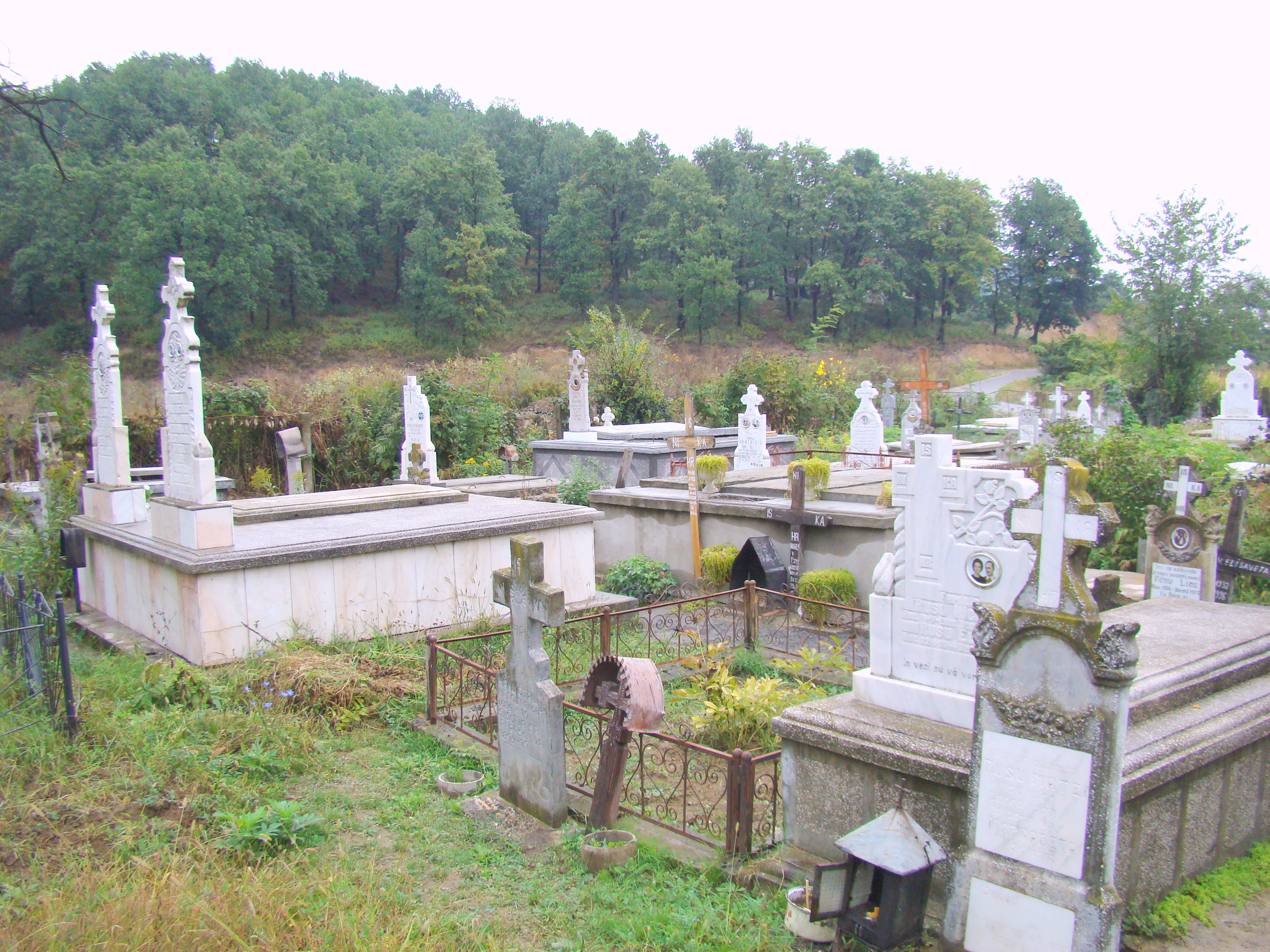
Cimitirul
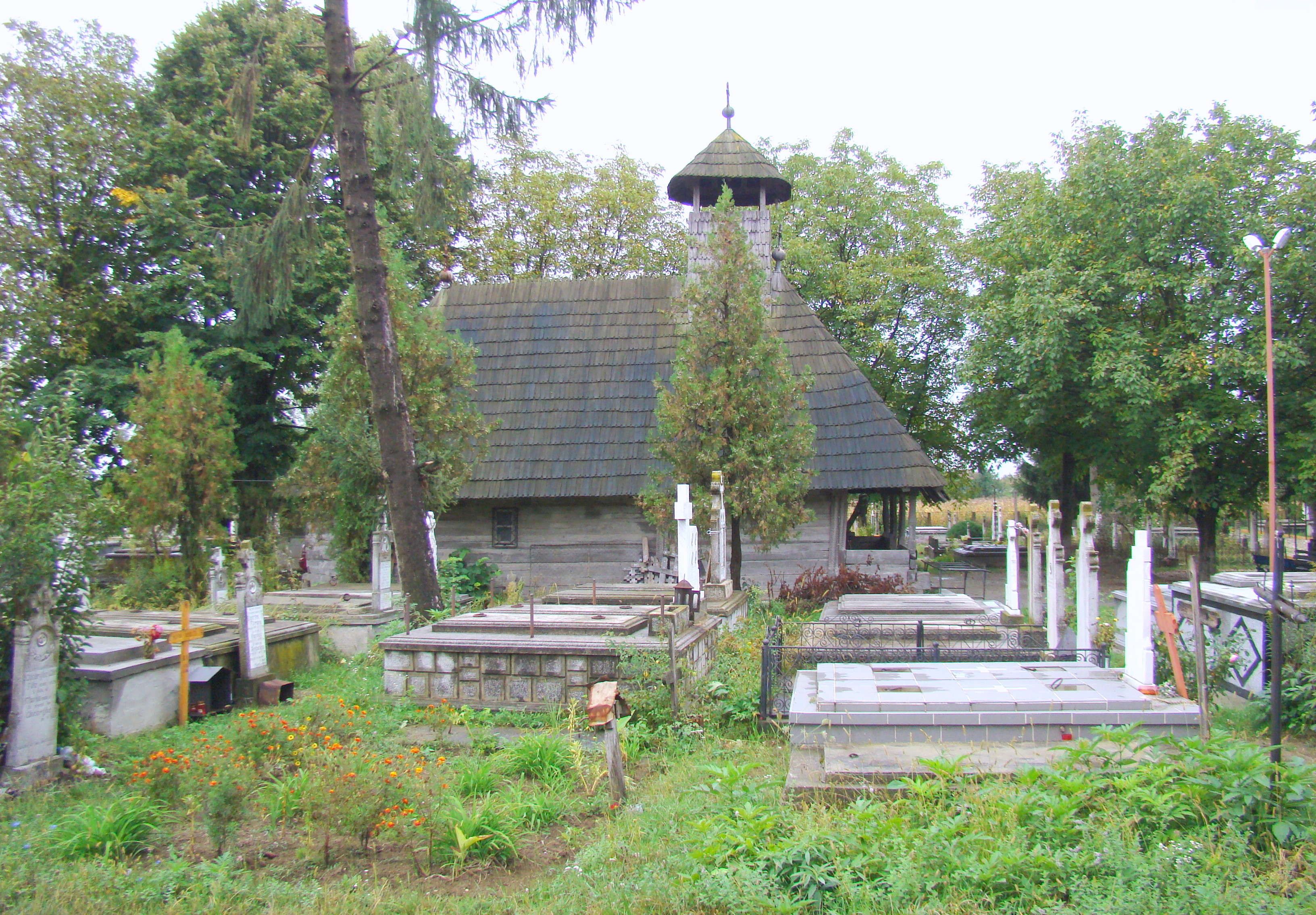
Biserica (nord)
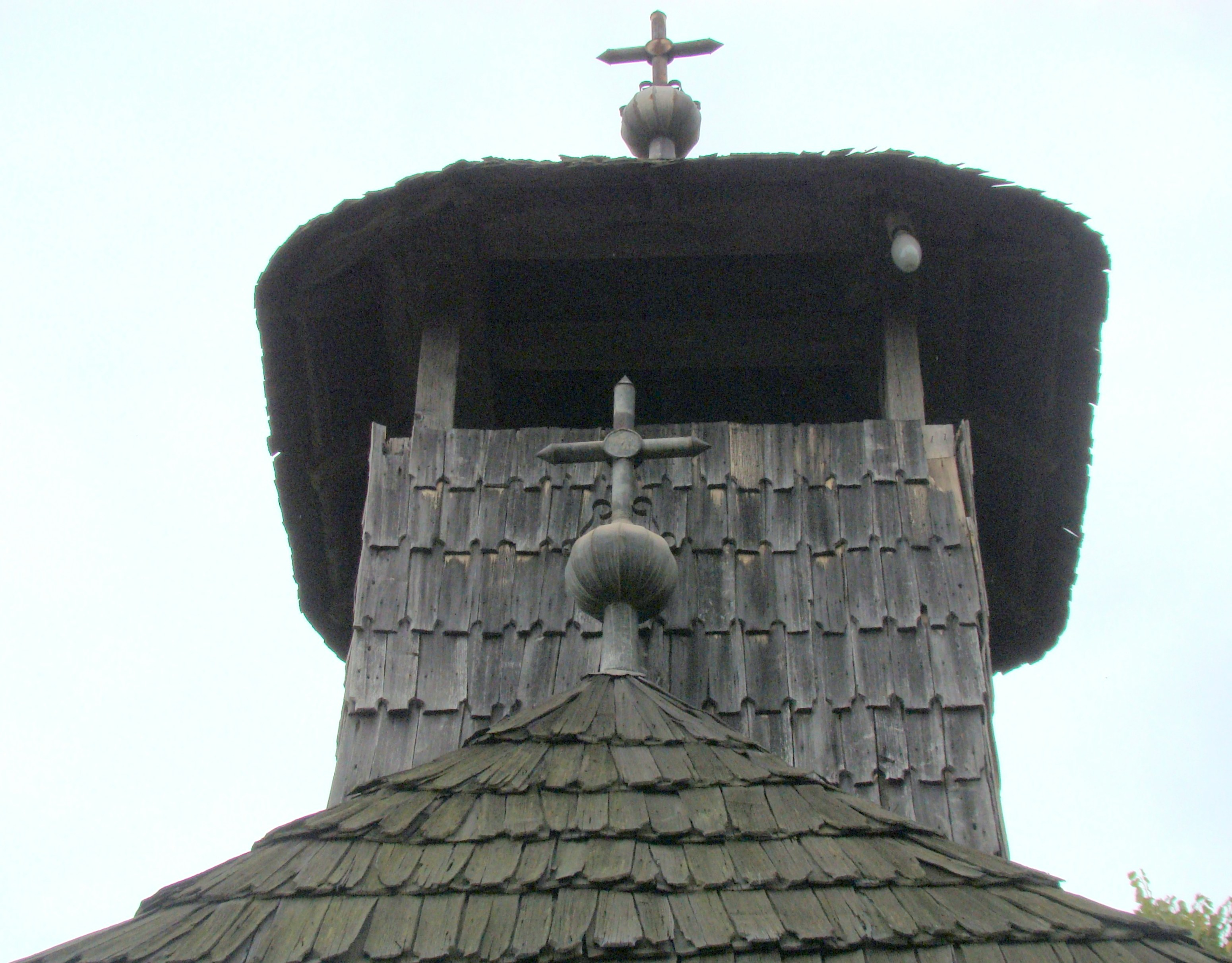
Clopotnița
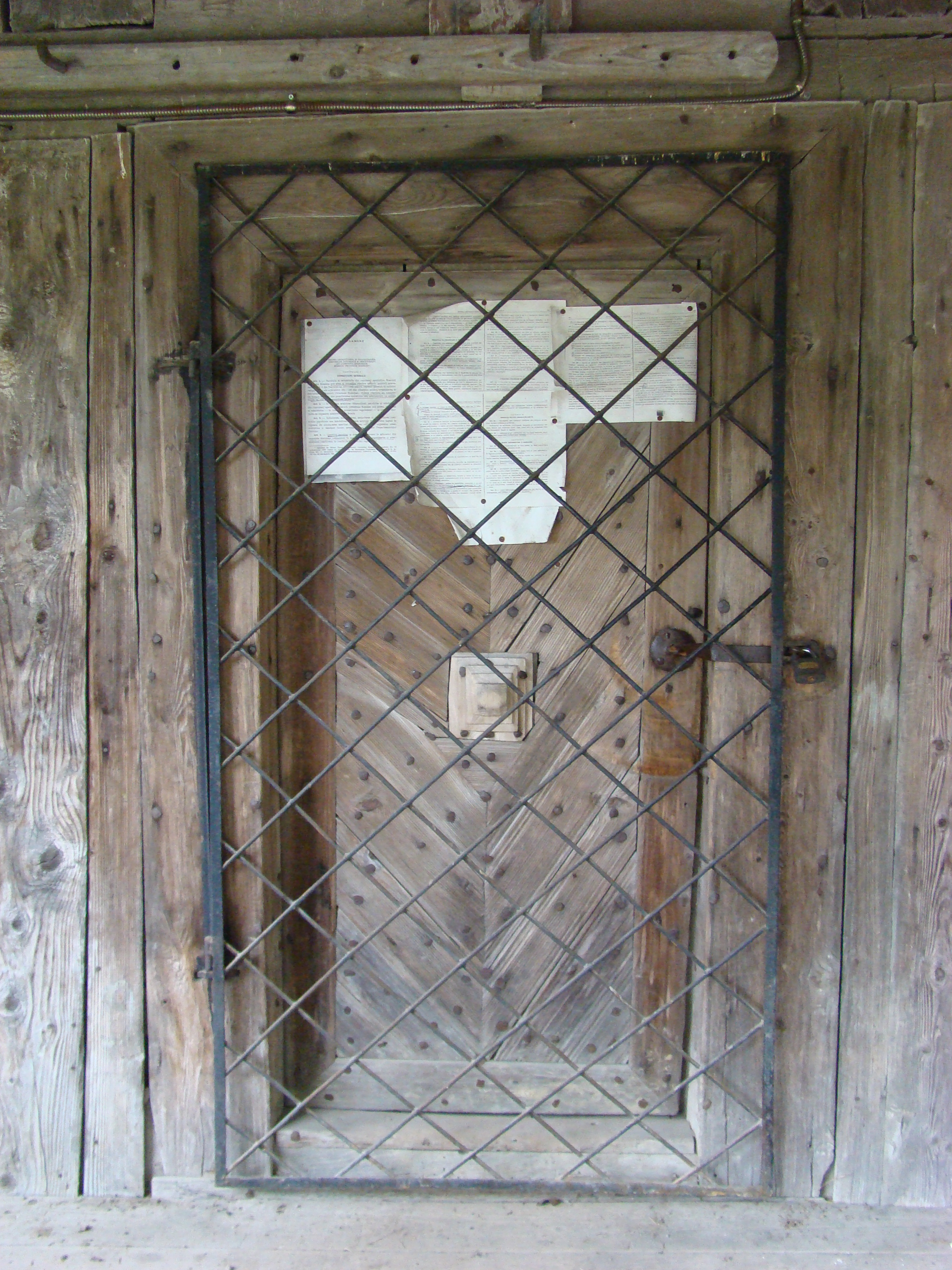
Intrarea
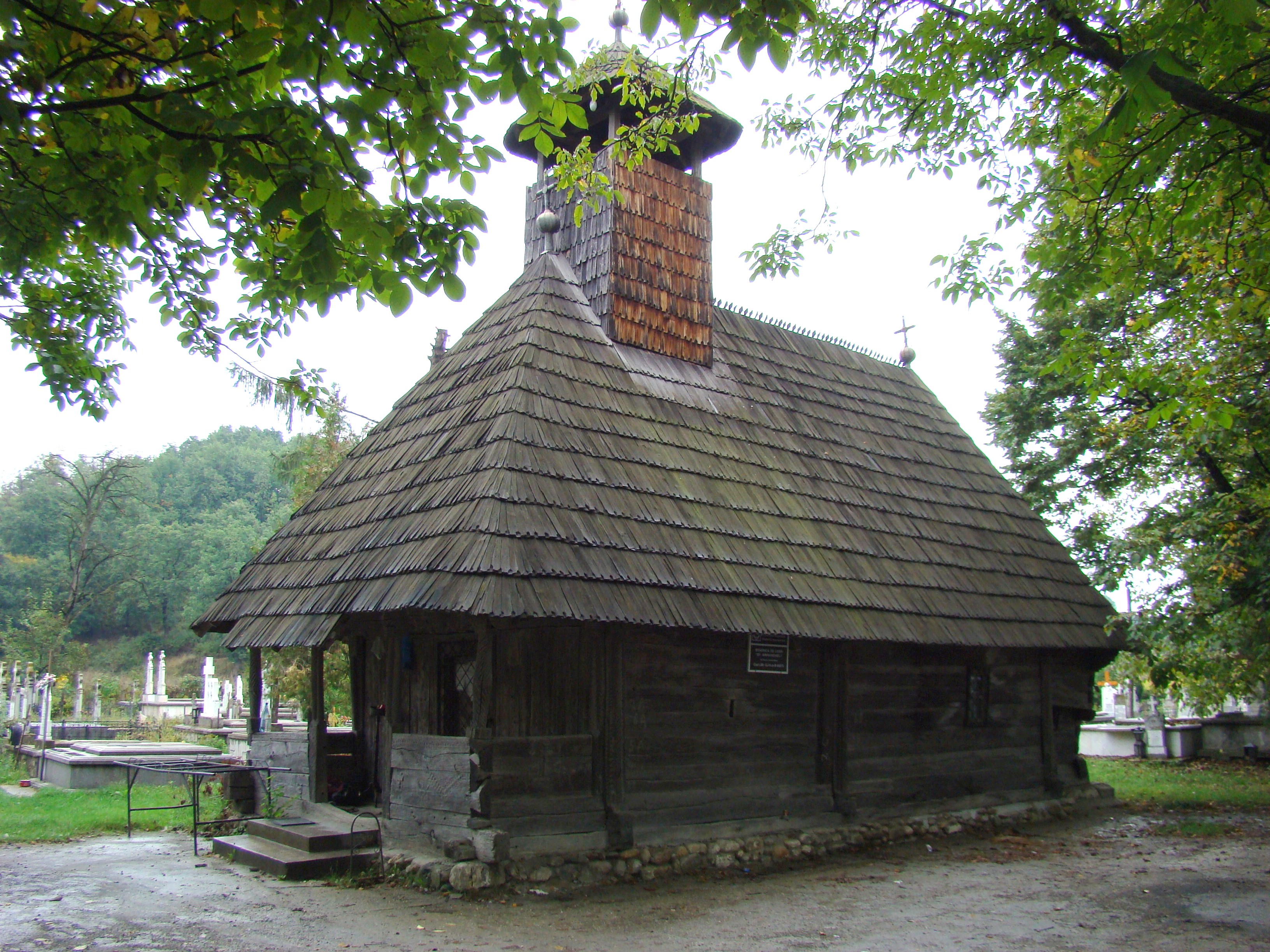
Biserica (sud-vest)